# 오현역
오현역(梧玄驛)은 조선민주주의인민공화국 황해남도 연안군 봉서면에 있는 철도역이다. 과거 토해선에 속해 있을 때에는 봉서역(鳳西驛)이라는 이름이었다.